# Gigantura indica
Espèce
Statut de conservation UICN

 LC 16 mai 2013 : Préoccupation mineure
Synonymes
- Bathyleptus gracilis (Regan, 1925)
  - Gigantura gracilis Regan, 1924
- Bathyleptus indicus (Brauer, 1901)
  - Gigantura chuni indica Brauer, 1901
  - Rosaura indica (Brauer, 1901)
- Bathyleptus lisae Walters, 1961
  - Rosaura lisae (Walters, 1961)
- Rosaura rotunda Tucker, 1954

Gigantura indica est une espèce de poissons marins téléostéens de la famille des Giganturidae.

## Systématique
L'espèce Gigantura indica a été décrite pour la première fois en 1901 par le zoologiste Allemand August Brauer.

### Synonymie
Selon Catalogue of Life (07 juin 2025) : 
- Bathyleptus gracilis (Regan, 1925)
  - Gigantura gracilis Regan, 1924
- Bathyleptus indicus (Brauer, 1901)
  - Gigantura chuni indica Brauer, 1901
  - Rosaura indica (Brauer, 1901)
- Bathyleptus lisae Walters, 1961
  - Rosaura lisae (Walters, 1961)
- Rosaura rotunda Tucker, 1954

## Description
Gigantura indica possède un corps allongé et très fin qui varie de 11 à 26,0 cm.
Comme son nom générique le suggère, Gigantura indica possède une queue très allongée, avec en particulier la partie basse de sa nageoire caudale qui s'étire parfois jusqu'à plus de la moitié de l'ensemble du corps.
L'espèce se remarque aussi par ses yeux protubérants, qui valent aux espèces du genre Gigantura le nom vernaculaire anglophone de « Telescopefish », poisson télescope. Ces yeux sont orientés vers l'avant et sont une forme de convergence évolutive présente chez plusieurs espèces de la zone bathypélagique
Gigantura indica se remarque aussi par sa bouche garnie de nombreuses dents caniniformes.

## Répartition
Cette espèce possède une très large répartition, bien qu'elle soit essentiellement intertropicale, comprenant les océans Atlantique, Indien et Pacifique, la mer de Java, la mer des Moluques, la mer des Caraïbes à des profondeurs variant de 17 à 2 100 m.

## Étymologie
Son épithète spécifique, indica, fait référence à l’océan Indien où l'espèce est particulièrement commune.

## Publication originale
- (de) August Brauer, « Sitzungsberichte der Gesellschaft zur Beförderung der Gesamten Naturwissenschaften zu Marburg », Sitzungsberichte der Wissenschaftlichen Gesellschaft zu Marburg, no 340,‎ 1901, p. 129 (lire en ligne, consulté le 1er juin 2025).